# Kašava
Kašava je obec v okrese Zlín ve Zlínském kraji. Žije zde přibližně 1 000 obyvatel. Rozkládá se v oblasti Západních Karpat, v údolí řeky Dřevnice.
Nad obcí je chráněná oblast Natura 2000 – Sobolice. V roce 2013 zde byla zde vybudována naučná stezka a byly zrenovovány některé studánky. V roce 2016 se obec stala vítězem celostátního kola soutěže Vesnice roku.

## Název
Jméno Kašava nebylo zatím jednoznačně vysvětleno. Snad bylo odvozeno od osobního jména Kaš, což by byla domácká podoba některého osobního jména začínajícího na Ka- (například Kajata, Kajiš, Kanibor, Kazimír a dalších).

## Historie
První písemná zmínka o obci pochází z roku 1440. K roku 1446 je v zemských deskách zaznamenána podoba názvu Kassawa.

## Obyvatelstvo
| Rok            | 1869 | 1880 | 1890 | 1900 | 1910 | 1921 | 1930 | 1950 | 1961 | 1970 | 1980 | 1991 | 2001 | 2011 | 2021 |
| -------------- | ---- | ---- | ---- | ---- | ---- | ---- | ---- | ---- | ---- | ---- | ---- | ---- | ---- | ---- | ---- |
| Počet obyvatel | 690  | 801  | 878  | 813  | 809  | 829  | 831  | 840  | 926  | 920  | 851  | 844  | 882  | 893  | 893  |
| Počet domů     | 110  | 141  | 150  | 151  | 152  | 151  | 161  | 190  | 192  | 209  | 213  | 249  | 267  | 281  | 293  |

## Obecní správa

### Obecní symboly
Znak a vlajka byly obci uděleny rozhodnutím předsedy Poslanecké sněmovny Parlamentu České republiky dne 4. června 1998.

## Pamětihodnosti
- Kostel svaté Kateřiny
- Pomník padlým

## Galerie

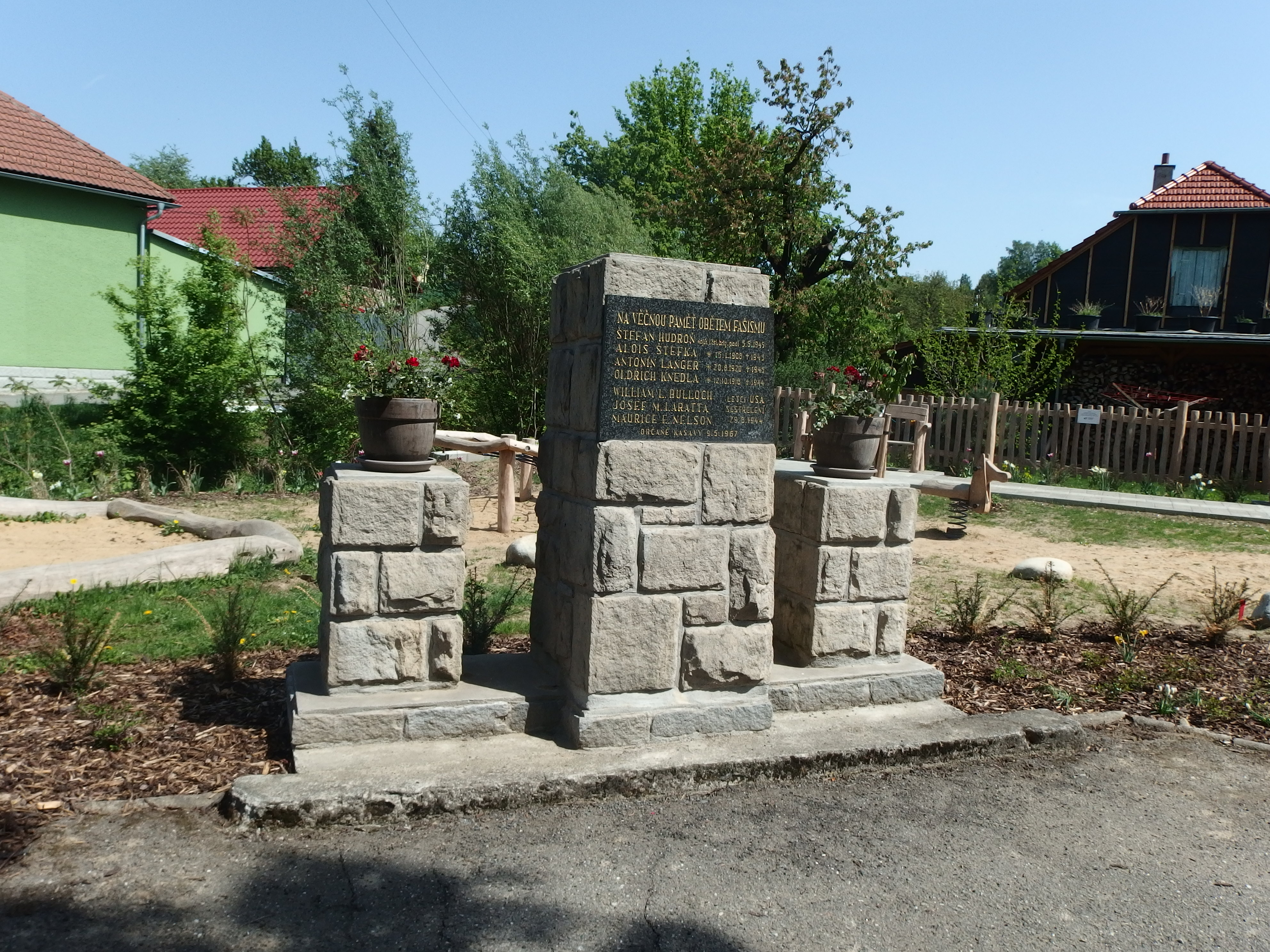
Pomník obětem druhé světové války
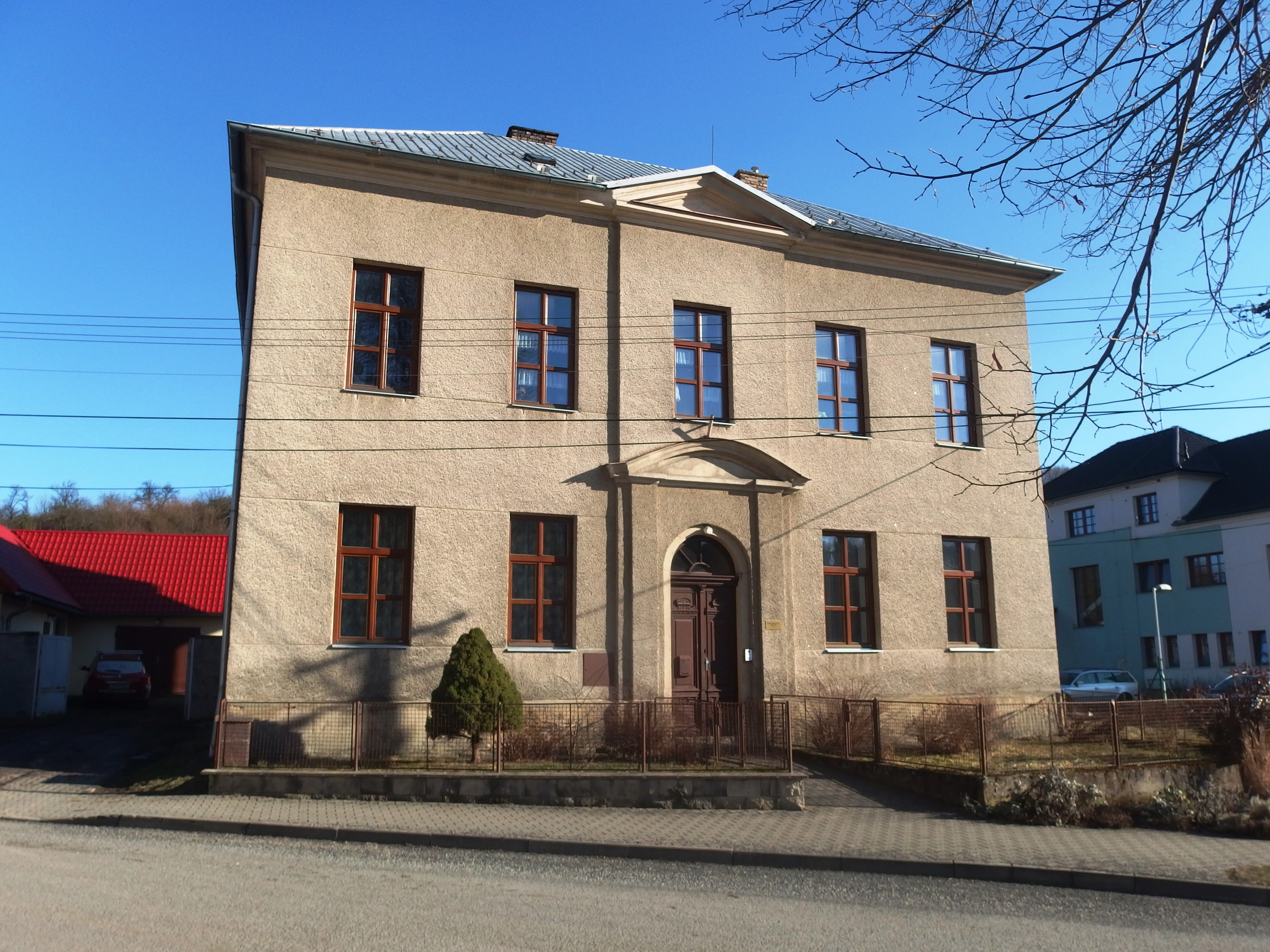
Fara
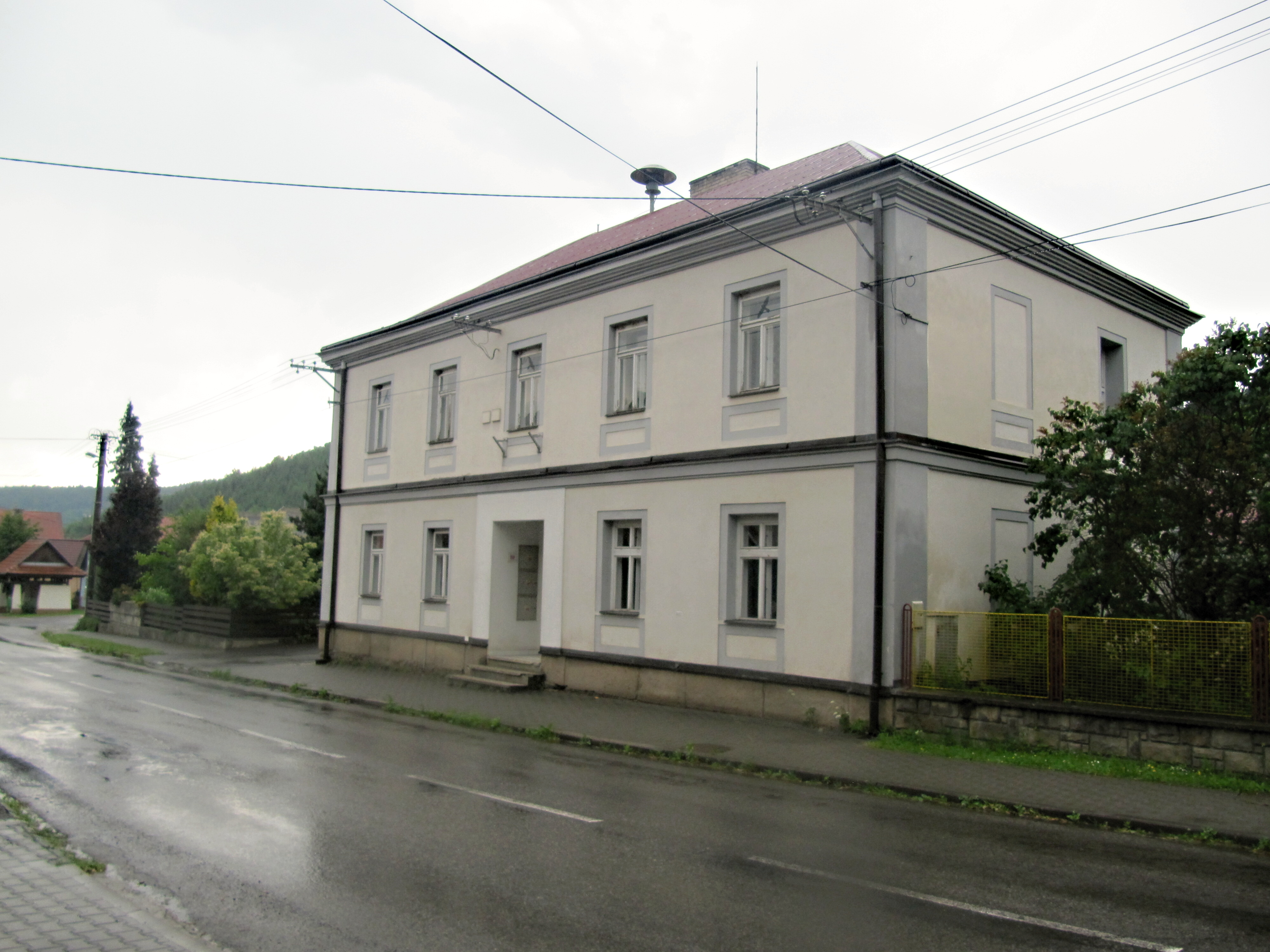
Bývalá škola
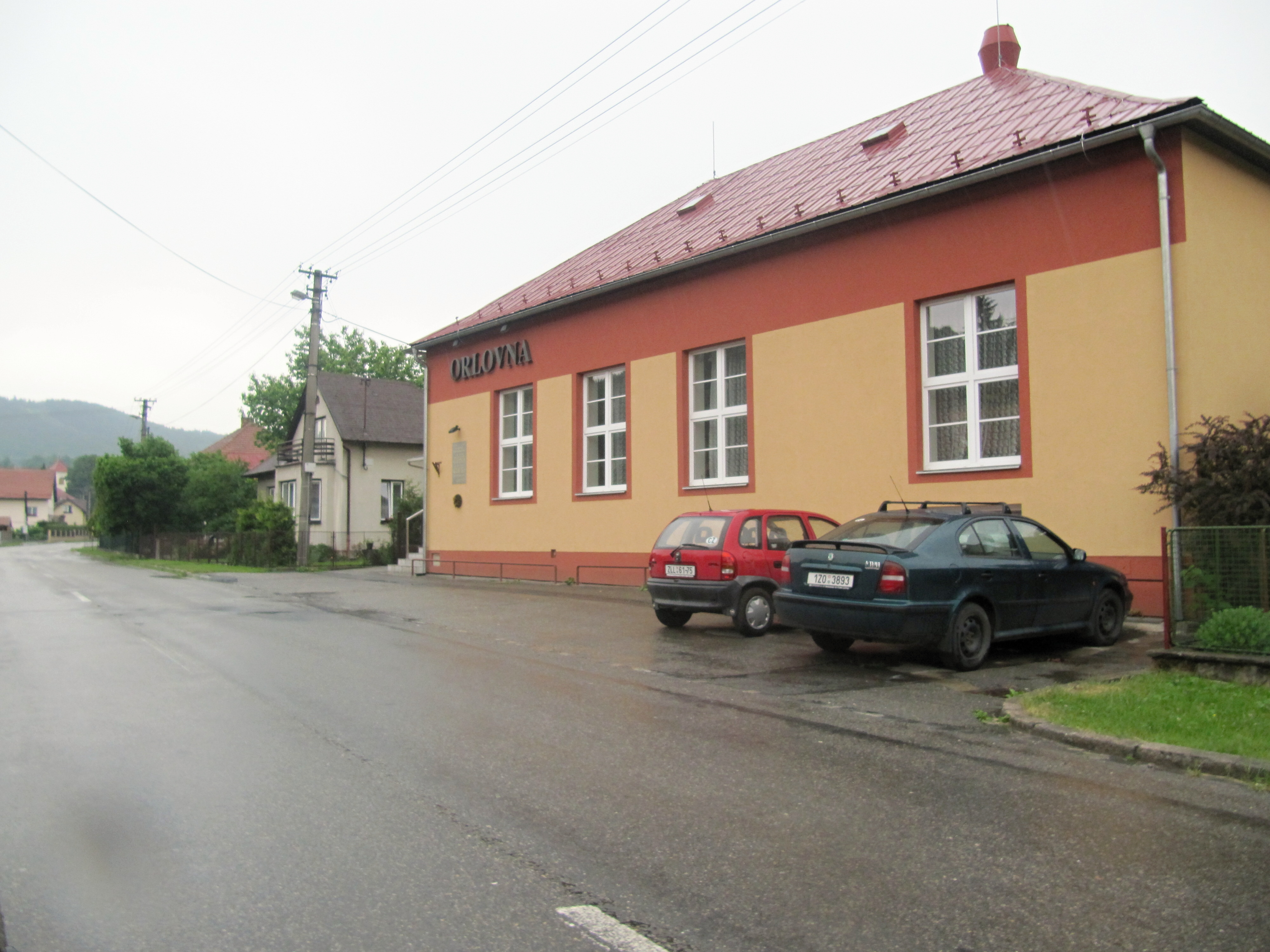
Orlovna